# Ya no me engañas (canción)
Ya no me engañas es una canción interpretada por la cantante mexicana Paulina Rubio, incluida en su undécimo álbum de estudio Deseo (2018) de su versión especial. Fue lanzado oficialmente como el sexto y último sencillo oficial del disco a finales de marzo del 2019.

## Información de la canción
Fue escrita por Xabier San Martín Isaza, Villamil y producida por Rengifo Torres. La canción trata sobre una llamada de atención a los hombres que le son infieles a las mujeres.

## Controversia
La canción fue acusada de plagio por algunos medios de internet en el que aseguraban que la tonalidad era idéntica a la canción de 'El niño frente a mi' del grupo español Auryn. Al respecto David Lapuente uno de los integrantes de la banda, se pronunció en Twitter diciendo: "Hola Paulina Rubio. Estás cantando un tema que ya existía, mío y de mi grupo Auryn; ¡alucinado me encuentro!

## Musical
El videoclip se estrenó el día 2 de abril de 2019 y fue dirigido por el cubano Alejandro Pérez por tercera ocasión. El videoclip cuenta con 4 millones de reproducciones en la plataforma YouTube de su canal oficial.

### Trama
Se muestra a la cantante en un bar cantando con varios tipos de letreros y pósteres a su alrededor y además tocando una guitarra eléctrica.

## Lista de canciones

### Descarga digital[4]
- 'Ya No Me Engañas' - 3:15

## Listas musicales de sencillos
| Lista (2019)                        | - Mejor - posición |
| ----------------------------------- | ------------------ |
| Venezuela Top 100 (National Report) | 33                 |